# Tauscha
Tauscha è un centro abitato della Germania, frazione del comune di Thiendorf.

## Storia
Il 1º gennaio 2016 il comune di Tauscha venne soppresso e aggregato al comune di Thiendorf.